# Une simple mélodie
Pour les articles homonymes, voir mélodie (homonymie).
Une simple mélodie est une chanson de Michel Polnareff sur l'album Coucou me revoilou en 1978 sur laquelle on peut entendre le bassiste Jaco Pastorius.